# Ghiacciaio Axel Heiberg
Il ghiacciaio Axel Heiberg (in inglese Axel Heiberg Glacier) è un ghiacciaio antartico lungo 48 chilometri situato sulla costa di Amundsen, nella Dipendenza di Ross.
Localizzato a una latitudine di 85° 25' sud e ad una longitudine di 163°00' ovest, il ghiacciaio si estende tra i monti Herbert e il Monte Don Pedro Christophersen nei Monti della Regina Maud, congiungendo il plateau antartico con la Barriera di Ross.

## Storia
Scoperto nel novembre 1911 da Roald Amundsen durante la sua spedizione nell'area, è stato intitolato al console Axel Heiberg, un imprenditore norvegese finanziatore di numerose spedizioni polari. Amundsen utilizzò il ghiacciaio come passaggio per raggiungere il plateau antartico e da lì il Polo sud.